# Hudo (gmina Domžale)
Hudo – wieś w Słowenii, w gminie Domžale. W 2018 roku liczyła 221 mieszkańców.